# Пісківська сільська рада (Далматовський район)
Піскі́вська сільська рада (рос. Песковский сельский совет) — сільське поселення у складі Далматовського району Курганської області Росії.
Адміністративний центр — село Піски.
Населення сільського поселення становить 334 особи (2017; 444 у 2010, 635 у 2002).

## Склад
До складу сільського поселення входять:
| Населений пункт        | Населення, осіб (2002) | Населення, осіб (2010) |
| ---------------------- | ---------------------- | ---------------------- |
| Макар'євське, присілок | 160                    | 76                     |
| Піски, село            | 475                    | 368                    |